# Bajan-Úl járás (Góbi-Altaj)
Bajan-Úl járás (mongol nyelven: Баян-Уул сум) Mongólia Góbi-Altaj tartományának egyik járása. Területe 5800 km². Népessége kb. 3900 fő.
Székhelye Bajan (Баян), mely 100 km-re északnyugatra fekszik Altaj tartományi székhelytől.